# Pandora al Congo
Pandora al Congo és una novel·la de gènere fantàstic i d'intriga escrita per l'antropòleg Albert Sánchez Piñol, la segona des que saltà a la fama com a escriptor el 2002 amb La pell freda. Fou editada l'any 2005 per l'editorial La Campana. Ha estat traduïda a almenys 18 llengües diferents i ha esdevingut una de les obres en català més traduïdes.

## Argument
El jove Tommy Thomson fa de negre literari d'un conegut escriptor de novel·les ambientades a l'Àfrica colonial, a l'inici de la Primera Guerra Mundial. Per atzar descobreix que ha estat víctima d'enganys i que percep molt menys del que es mereix, però en el funeral d'un dels escriptors que l'havia estat enganyant, coneix l'advocat Edward Norton que li encarrega una nova feina, conscient de les seves capacitats literàries. El seu client, un simple mosso anomenat Marcus Garvey, és acusat d'haver matat a dos aristòcrates anglesos en una expedició al Congo, i totes les pistes apunten que és culpable. Norton vol que Tommy s'entrevisti amb Marcus Garvey perquè aquest li expliqui la seva història i que n'escrigui un llibre que pugui exculpar-lo. Després de moltes sessions, l'escriptor descobreix que els fets que van passar al Congo no tenen res de trivial, i que s'enfronta amb un dels relats més colpidors de la història de la humanitat. Garvey és innocent; i un heroi. Serà feina de Tommy i de Norton demostrar-ho.
El llibre s'explica en dos escenaris, per una part ens parla l'escriptor, Thomas Thomson, en primera persona i des del futur, recordant els fets d'aquella època, inclosa la seva peculiar convivència en una dispesa a Leopoldville. Per altra, es narra la història de Marcus Garvey al Congo.

## Personatges
- Amgam: Tècton del qual s'enamora Marcus Garvey
- Edward Norton: Advocat de Marcus Garvey
- Marcus Garvey: Miner gal·lès acusat d'assassinar als germans Craver
- Richard Craver: Enginyer britànic assassinat al Congo
- Thomas Thomson: Escriptor encarregat d'explicar la història de Marcus Garvey
- Willam Craver: Militar britànic assassinat al Congo.

## Curiositats
- El nom de la tècton Amgam al revés es Magma

## Crítiques
- Sergi Doria, ABC: "Barreja la fantasia, l'amor i l'horror: un cóctel literari embriagador per a transitar segur per la selva editorial".
- Efe, Diario de Burgos: "Es mou amb classe entre diversos gèneres"
- Ángel Vivas, El Mundo: "Albert Sánchez Piñol és un dels autors que ha irromput en el panorama narratiu tirant la porta a terra (…)A Pandora al Congo, en efecte hi ha un complex joc amb la veritat, les aparences i les diverses versions d'uns fets, però construït de tal forma que no allunya sinó que imanta al lector"
- Granada Hoy: "Una història d'oprimits i opressors que dona peu a l'escriptor i antropòleg a reflexionar sobre el poder de seducció de la literatura"
- Cinco Días: "La història comença amb tres enterraments i un cor trencat. Pandora al Congo no es queda a l'espectacular arrancada, sinó que porta al lector de sorpresa en sorpresa"